# Phytomastax opaca
Phytomastax opaca is een rechtvleugelig insect uit de familie Eumastacidae. De wetenschappelijke naam van deze soort is voor het eerst geldig gepubliceerd in 1898 door Krauss.